# Biogasaufbereitung
Unter Biogasaufbereitung werden Verfahren verstanden, mit denen Biogas so gereinigt wird, dass es anschließend einer energetischen oder stofflichen Nutzung zugeführt werden kann. Das Rohbiogas wird in Biogasanlagen erzeugt und enthält ein Gemisch verschiedener Gase. Auch Klärgas und Deponiegas müssen vor der Verwertung aufbereitet werden.

## Ziele und Varianten
|                     | Schwankungsbreite | Durchschnitt |
| ------------------- | ----------------- | ------------ |
| Methan              | 45–70 %           | 60 %         |
| Kohlenstoffdioxid   | 25–55 %           | 35 %         |
| Wasserdampf         | 0–10 %            | 3,1 %        |
| Stickstoff          | 0,01–5 %          | 1 %          |
| Sauerstoff          | 0,01–2 %          | 0,3 %        |
| Wasserstoff         | 0–1 %             | < 1 %        |
| Ammoniak            | 0,01–2,5 mg/m³    | 0,7 mg/m³    |
| Schwefelwasserstoff | 10–30.000 mg/m³   | 500 mg/m³    |

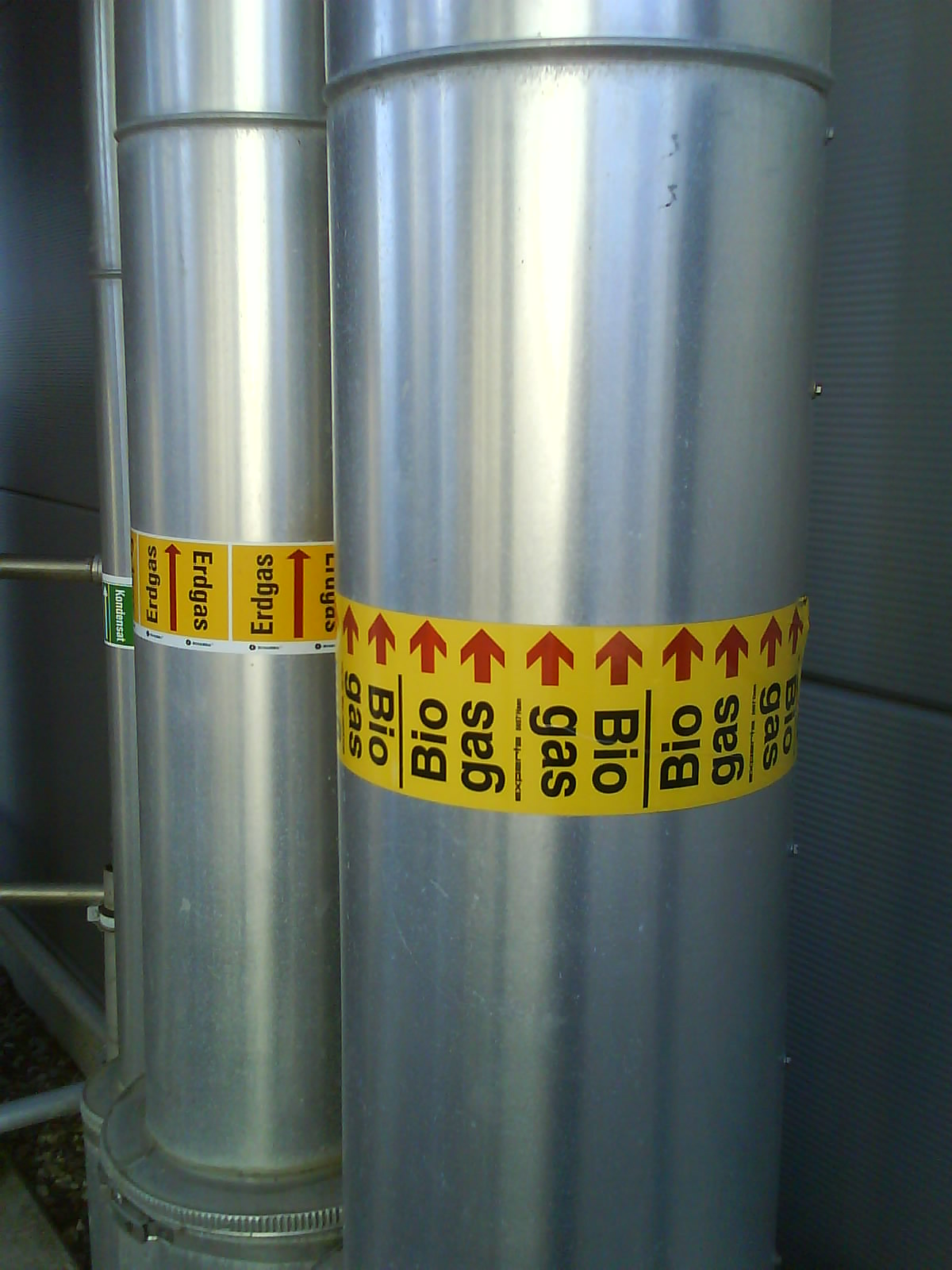
Biogas- und Erdgasleitungen.

Unterschieden werden kann zwischen der Grundaufbereitung des Rohbiogases, die zum Beispiel für Verwertung in einem Biogas-Blockheizkraftwerk notwendig ist, und der aufwendigeren Aufbereitung auf Erdgasqualität (Biomethan oder Bioerdgas).
Die nebenstehende Tabelle zeigt die Zusammensetzung von Rohbiogas nach der Grundaufbereitung und Biomethan. Die Anteile des Roh-Biogases können, je nach Substrat, Anlagenkonzept und anderen Faktoren, stark schwanken. Die Beschaffenheit des Biomethans wird den entsprechenden Erdgasqualitäten angepasst.
Biogas wird meist direkt an der Biogasanlage in einem Blockheizkraftwerk (BHKW) verwertet. Dazu ist im Zuge der Grundaufbereitung die Entschwefelung und Trocknung notwendig, um Korrosion im BHKW zu vermeiden. Um Biogas in das Erdgasnetz einzuspeisen oder als Kraftfahrzeugtreibstoff zu verwenden, ist eine umfassendere Aufbereitung notwendig. Auch in diesem Fall findet eine Trocknung und Entschwefelung statt. Zusätzlich erfolgen die Abtrennung von Kohlenstoffdioxid sowie die Konditionierung des aufbereiteten Biogases zu Biomethan, das dann mit Erdgas vergleichbare Eigenschaften aufweist. Die Biogasaufbereitung auf Erdgasqualität hat den Vorteil, dass das Biomethan über das Erdgasnetz geleitet und z. B. dort in BHKW verstromt werden kann, wo auch die anfallende Wärme benötigt wird. So kann die Verstromung beispielsweise durch ein BHKW an einem Schwimmbad, das ganzjährig einen hohen Wärmebedarf hat, stattfinden. Außerdem besteht für private Gaskunden die Möglichkeit, Gaslieferverträge zu wählen, die einen bestimmten Anteil Biomethan enthalten.

## Verfahrensschritte
Die vollständige Aufbereitung von Rohbiogas zu Biomethan umfasst meist vier Verfahrensschritte: Die Biogasentschwefelung, die Gastrocknung, die Trennung von Methan und Kohlenstoffdioxid und vor einer Einspeisung in das Erdgasnetz die Konditionierung. Diese Schritte bauen häufig aufeinander auf, können aber teilweise auch kombiniert werden.

### Entschwefelung
Bei geringen Schwefelwasserstoff-Belastungen (H2S) des Rohgases, wie sie insbesondere bei Vergärung von Energiepflanzen zu erwarten sind, genügt in der Regel eine Sulfidfällung zur groben Entfernung des H2S. Bei Biogas aus proteinreichen Substraten oder bei Klärgas können deutlich höhere H2S-Konzentrationen auftreten. In solchen Fällen oder auch bei hohen Gasvolumenströmen werden Biogaswäscher eingesetzt. Teilweise wird die Entschwefelung auch parallel zur Trennung der im Rohbiogas enthaltenen Gase durchgeführt. Anschließend findet häufig eine Feinentschwefelung statt, wobei das Gas durch mehrere in Serie geschaltete Aktivkohlefilter geleitet wird.
Zu den praxisüblichen Methoden der Entschwefelung von Biogas zählen
- Reinigung nach der Gasproduktion durch Entschwefelungsfilter: Hier wird das Gas durch eisenhaltiges Filtermaterial (Raseneisenstein, Stahlwolle) geleitet. Das Filtermaterial muss bei Sättigung ausgetauscht oder durch Erhitzen regeneriert werden.
- Reinigung durch Zugabe von Luftsauerstoff (biologische Entschwefelung, Gasraumentschwefelung): Das H2S wird von Bakterien, die auf Oberflächen im Gasraum wachsen, mit dem in den Gärraum zugegebenen Sauerstoff zu elementarem Schwefel und Wasser umgesetzt. Der Schwefel lagert sich ab und kann in der Anlage akkumulieren. Dieses Verfahren wird in der Praxis häufig eingesetzt und reicht meist aus, um für BHKWs empfohlene Maximalkonzentrationen an H2S nicht zu überschreiten. Bei anschließender Aufbereitung zu Biomethan können jedoch Stickstoffanteile und Sauerstoffreste der zugegebenen Luft problematisch sein. Ein Vorteil der Methode ist, dass der Schwefel sich überwiegend im Gärrest findet und somit dessen Düngewert erhöht. Statt in den Gasraum kann Luft oder ein anderes Oxidationsmittel auch direkt in die Reaktorflüssigkeit gegeben werden (Linde-Patent).
- Laugenwäsche: Das Biogas wird in einer Füllkörper-Kolonne im Gegenstrom mit Lauge gewaschen. Die Lauge muss anschließend entsorgt werden. Diese Methode verringert neben dem Schwefelgehalt auch die CO2-Konzentration im Biogas. Bei Laugenwäsche mit biologischer Entschwefelung (Paques-Patent) wird die Lauge in einem zweiten, aeroben Reaktor zur Hälfte regeneriert. Neben einem im Vergleich zur normalen Laugenwäsche reduzierten, schwefelfreien Abwasserstrom entsteht ein Elementarschwefelschlamm.
- Zugabe von Eisen-Ionen: Bei hohen Proteinanteilen im Ausgangssubstrat können die H2S-Konzentrationen 20.000 ppm übersteigen. Das übersteigt die Kapazität verfügbarer Filtertypen. Die Zugabe von Eisen-Ionen hilft, die Bildung von Schwefelwasserstoff im Faulbehälter zu verhindern. Eisen besitzt eine hohe Affinität zu Schwefel und verbindet sich mit diesem zu unlöslichem Eisensulfid (FeS). Das Eisensulfid verbleibt als Feststoff im Gärrest.
- Irreversible Adsorption an Aktivkohle: Die Aktivkohle als Filtermedium wird teilweise iodiert, um ihre Beladungsfähigkeit zu erhöhen. Dieses Verfahren eignet sich nur bei sehr geringen H2S-Konzentrationen, z. B. als Endreinigung.
- Rückführung von teilweise entschwefeltem Biogas in die Reaktorflüssigkeit: Dieses Verfahren verbessert das Austreiben des noch in der Flüssigkeit gelösten H2S. Da Schwefelwasserstoff toxisch ist und bei zu hohen Konzentrationen die biologischen Prozesse im Fermenter einer Biogasanlage hemmt, dient dieses Verfahren auch der Prozessstabilität.

### Trocknung
Bei der Trocknung wird dem Rohgas Wasserdampf entzogen. Er muss aus dem Biogas vor dessen Verwertung entfernt werden, damit Erdgasqualitäten eingehalten werden. Auch vor der Verwendung in Biogas-Blockheizkraftwerken wird das Brenngas getrocknet. So kann die Bildung von Wassertaschen durch Kondensation (Niederschlag) und die Korrosion an Biogasmotoren und Leitungseinrichtungen vermieden werden.
Biogas wird durch die Kühlung des Gases im Erdreich oder durch Kompressorkälte entfeuchtet. Die Unterschreitung der Taupunkttemperatur des Wasserdampfes lässt das Wasser kondensieren. Das Kondensat wird an Tiefpunkten der meist erdverlegten Biogasleitung gesammelt und abgeleitet (Kondensatabscheider). Bei einer Kühlung durch Kältemaschinen fällt das Wasser (Kondensat) an den Kälteregistern an und kann dort gesammelt und abgeleitet werden. Da Ammoniak gut wasserlöslich ist, kann es bei der Trocknung aus dem Gas entfernt und mit dem Kondensat abgeführt werden.

### Trennung der Gase
Zur Trennung von Kohlenstoffdioxid und Methan bieten sich folgende Verfahren an: Druckwasserwäsche, kryogene Verfahren, Membrantrennverfahren, aber auch Druckwechsel-Adsorption und weitere Verfahren zur Abtrennung von Kohlenstoffdioxid durch Absorption (wie die Aminwäsche oder das Selexol-Verfahren).
Die Waschlösung bindet unter Druck und bei geringer Temperatur Kohlenstoffdioxid, Schwefelwasserstoff und Wasserdampf aus dem Biogas. Durch Entspannung und Erwärmung der Waschlösung werden die Gase wieder desorbiert. Zudem ist auch eine biologische Trennung von Schwefel durch Biowäscher oder Biorieselbettreaktoren möglich. Beispielsweise führen Aminwäschen zu einer sehr hohen Produktgasqualität, erfordern aber den Einsatz von Prozesswärme auf hohem Temperaturniveau. Bei den meisten Verfahren muss das Rohgas bereits grob von Schwebstoffen, Wassertropfen und Schwefelwasserstoff befreit sein.
Die Druckgaswäsche trennt das Methan vom Kohlenstoffdioxid und konzentriert das Methan nach Bedarf auf 95–99 Vol-% auf. Danach wird es durch Abkühlung auf den Taupunkt bei dem jeweiligen Anwendungsdruck getrocknet.
Ein weiteres marktübliches Verfahren zur Kohlenstoffdioxid-Abtrennung mit integrierter Entschwefelung und Entfeuchtung ist das Verfahren BiogasVerstärker. Dieses organisch-physikalische Verfahren arbeitet mit einer organischen Waschlösung, die im Prozess regeneriert wird. Es fällt somit kein Prozesswasser zur Entsorgung an. Die Waschlösung bindet unter Druck und bei geringer Temperatur Kohlenstoffdioxid, Schwefelwasserstoff und Wasserdampf aus dem Biogas. Durch Entspannung und Erwärmung der Waschlösung werden die Gase wieder desorbiert.

### Konditionierung
Bei der Konditionierung wird das aufbereitete Biogas vor der Einleitung in das Gasnetz auf die Qualitätsparameter für Erdgas in Bezug auf Trockenheit, Druck und Brennwert Wobbeindex eingestellt. Die Qualität und Beschaffenheit des einzuspeisenden Methans hat die Deutsche Vereinigung des Gas- und Wasserfaches e. V. (DVGW) geregelt. Da es in Deutschland Gasnetze für Erdgas verschiedener Qualitäten gibt (H-Gas und L-Gas), können die Qualitätsansprüche an das Biomethan unterschiedlich sein. Zur Konditionierung zählt auch die Odorierung.

## Verbreitung und Ökonomie

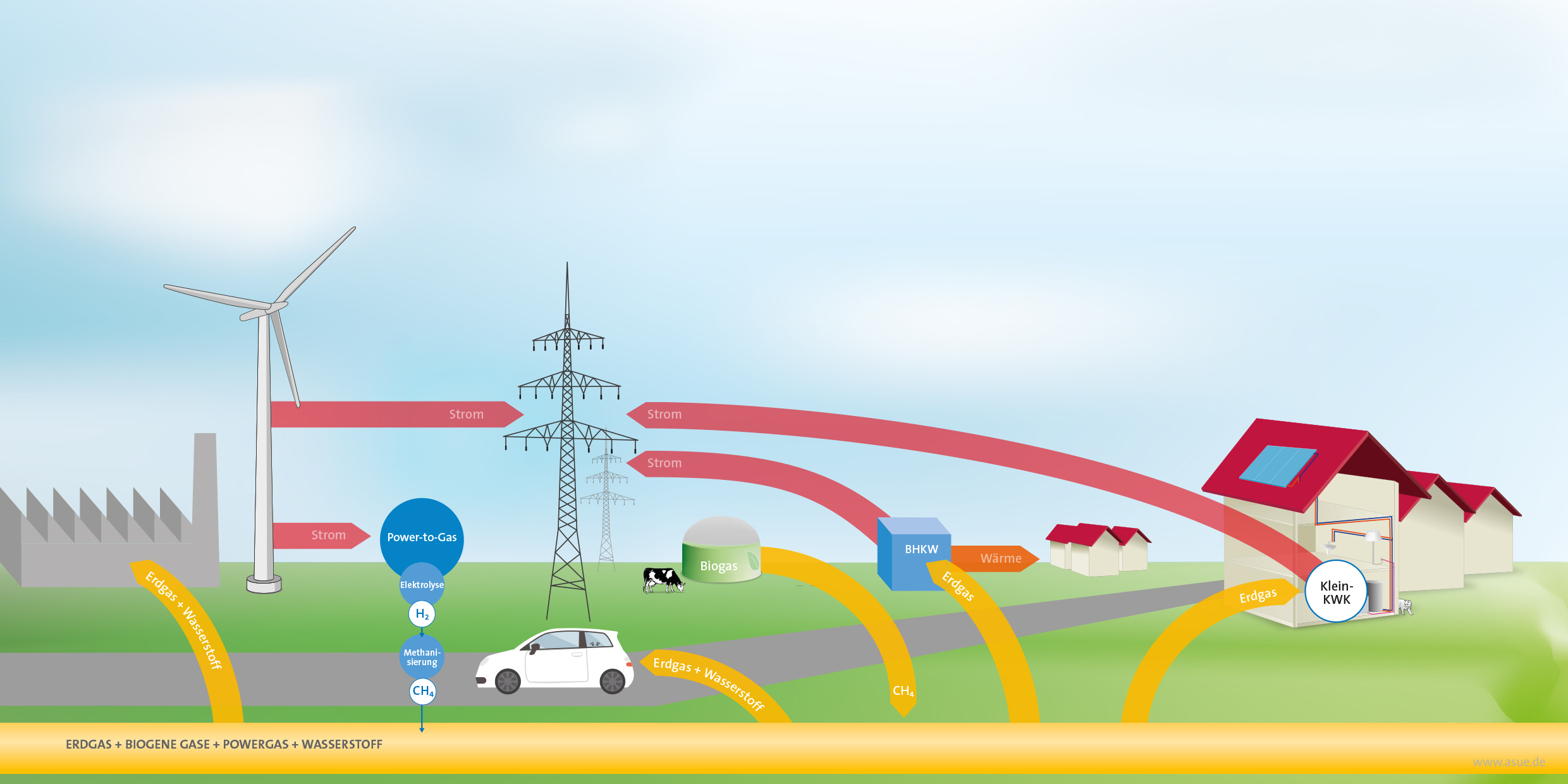
Biogas und Biomethan als ein Bindeglied in der Sektorenkopplung.

Wegen der erforderlichen Investitionen gilt die Biogasaufbereitung derzeit ab einer Kapazität von etwa 250 bis 500 m3 Biomethan pro Stunde als wirtschaftlich sinnvoll. Dies entspräche einer Anlagenkapazität von etwa 1 bis 2 Megawatt elektrischer Leistung (MWel) bei direkter Biogasverstromung im BHKW. Insbesondere Biogasanlagen, welche die Abwärme aus der Biogasverstromung nicht vor Ort absetzen können, eignen sich für eine Gasaufbereitung und -einspeisung. Auch für Strom aus Biomethan wird die Grundvergütung nach dem Erneuerbare-Energien-Gesetz (EEG) gezahlt. Zudem gewährte das Gesetz einen Technologiebonus für die Gaseinspeisung (Anlage 1 EEG 2009) und einen Kraft-Wärme-Kopplung-Bonus (KWK-Bonus, Anlage 3 EEG 2009). Gemeinsam mit den Erträgen durch den vollständigeren Wärmeverkauf wird so die aufwendige Gasaufbereitung wirtschaftlich. In Deutschland waren 2010 etwa 33 Anlagen zur Biomethanerzeugung mit Kapazitäten zwischen 148 m3 und 5000 m3 pro Stunde in Betrieb.
Erklärtes Ziel der Bundesregierung ist es, dass in Deutschland bis zum Jahr 2020 etwa 6 Milliarden m3 Biomethan pro Jahr erzeugt werden. Dies entspricht der Kapazität von rund 1200 bis 1800 Biomethananlagen.
Als erste Kläranlage der Schweiz speist seit Januar 2005 die ARA Region Luzern ihr nach Erdgasparametern aufbereitetes Klärgas als Biokraftstoff in das Erdgasnetz ein. In der Schweiz werden weitere große Anlagen zur Biogasaufbereitungsanlagen in der Region Bern gebaut. In Österreich ist ein Prototyp des Deutschen BiomasseForschungsZentrums (DBFZ) zur Großproduktion von synthetischem Biogas aus Hackschnitzeln in Betrieb. Auch in Schweden wird die Aufbereitung und Einspeisung schon durchgeführt.